# Csjef Sándor
Csjef Sándor (Budapest, 1950. augusztus 22. – Monorierdő, 2016. március 20.) amatőr Európa-bajnok magyar ökölvívó, edző. Unokatestvérei Csjef Imre és Csjef Zoltán ökölvívók.

## Pályafutása
1962 és 1968 között az I. sz. AKÖV (Zugló), 1969 és 1974 között az Újpesti Dózsa ökölvívója volt. Nevelőedzője Dobronay Pál, edzője Kellner Ferenc volt. 1970 és 1974 között megszakításokkal szerepelt a válogatott keretben.
2016. március 20-án Monorierdőnél egy vasúti átkelőhelyen a Kiskun InterCity halálra gázolta.

## Sikerei, díjai
- Junior Európa-bajnokság
  - 2.: 1970, Miskolc (váltósúly)
- Európa-bajnokság
  - aranyérmes: 1973, Belgrád (váltósúly)
- Országos bajnokság
  - bajnok: 1974 (nagyváltósúly)
  - 2.: 1969, 1972, 1973 (mind váltósúly)